# Rheinhessische Schweiz

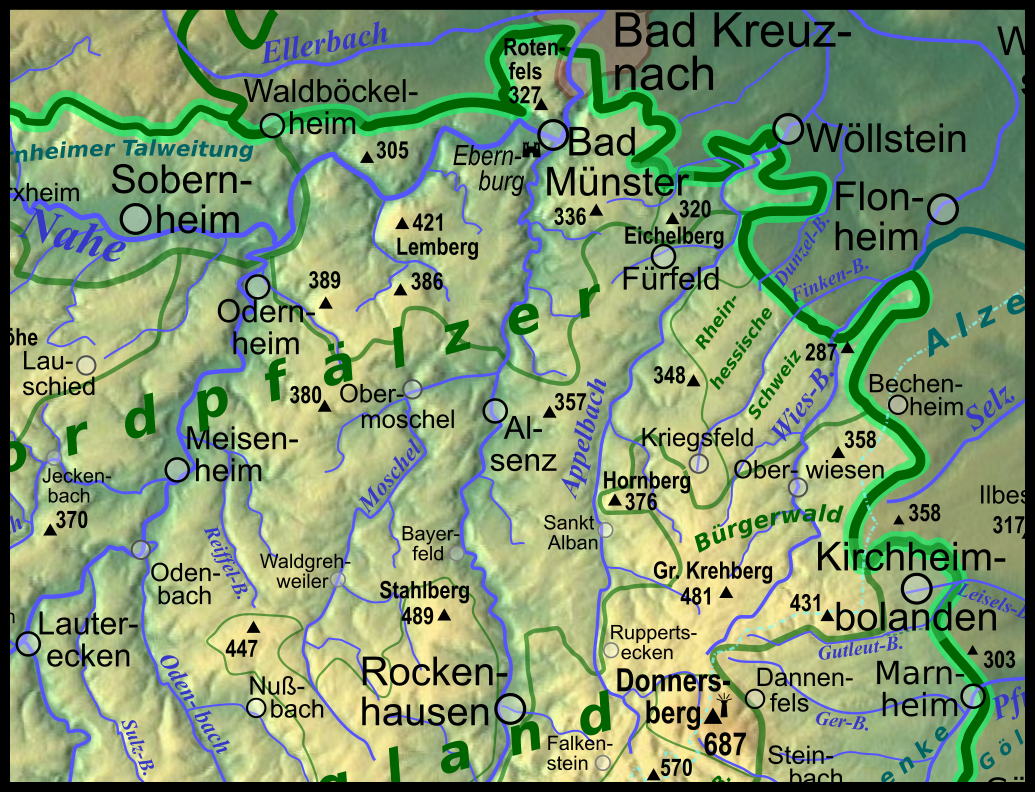
Der Nordosten des Nordpfälzer Berglands mit der Rheinhessischen Schweiz im äußersten Osten (Neubamberger Riegel zwischen Fürfeld und Wöllstein)

Mit Rheinhessische Schweiz wird der felsenreiche Nordosten des Nordpfälzer Berglandes  in den Landkreisen Alzey-Worms, Bad Kreuznach und Donnersbergkreis bezeichnet. Sie besteht im Wesentlichen aus den knapp voneinander getrennten Naturräumen der Wiesener Randhöhen (29,9 km²; s. u.) und des nördlich davon getrennt liegenden Neubamberger Riegels (8,9 km²; s. u.), der Teil des Porphyrberglandes von Münster am Stein ist.
Nach der Rheinhessischen Schweiz ist seit 1961 ein Landschaftsschutz- und Naherholungsgebiet im Westen der Region Rheinhessen und unmittelbar nordwestlich daran anschließend benannt, das die Anteile des Donnersbergkreises an den Wiesener Randhöhen ausspart und im Landkreis Alzey-Worms zusätzlich den sich südlich anschließenden Kappelberg im äußersten Nordosten des Naturraums Bürgerwald beinhaltet, wodurch der komplette Anteil des Landkreises am Nordpfälzer Bergland enthalten ist. Durch die Hinzunahme eines Korridors zwischen beiden Teillandschaften sowie Randlandschaften anderer Naturräume (vgl. Liste und Karte), auch solcher des Rheinhessischen Tafel- und Hügellandes, wuchs die Fläche auf 67,66 km².

## Orte
Das Landschaftsschutzgebiet Rheinhessische Schweiz umfasst Gebietsteile der Gemeinden Bechenheim, Erbes-Büdesheim, Frei-Laubersheim, Fürfeld, Nack, Neu-Bamberg, Nieder-Wiesen, Siefersheim, Stein-Bockenheim, Tiefenthal, Wendelsheim, Wöllstein, Wonsheim, die alle, wenngleich zum Teil nur geringen, Anteil an mindestens einem der beiden Naturräume haben. Überdies liegt auf dem westlichen Gemeindegebiet von Offenheim der unbesiedelte Nordostteil des Bürgerwaldes mit dem Kappelberg, der ebenfalls zum LSG gehört.
Der Naturraum Wiesener Randhöhen umfasst ferner aus dem Donnersbergkreis den Ort Mörsfeld, den unbesiedelten Nordosten von Kriegsfeld sowie Minimalanteile im äußersten Osten von Niederhausen an der Appel, der Naturraum Neu-Bamberger Riegel enthält außerhalb der LSG-Grenzen den Martinsberg im Südosten der Siefersheimer Gemarkung nebst NSG (siehe Abschnitte Berge und Naturschutzgebiete).
Die Grenzen des Landschaftsschutzgebiets sind im Süden komplett und im Westen größtenteils an Gemeindegrenzen gelegt worden. Lediglich der Nordwesten Tiefenthals und der Süden Fürfelds sind durch Grenzlinien entlang Landesstraßen und eines etwa rund 1,9 km langen Abschnitts der Bundesstraße 420 ausgegliedert, die in einem weiteren, rund 4,4 km langen Abschnitt als Nordgrenze auch den Nordosten von Frei-Laubersheim und den Nordwesten von Wöllstein ausgliedert. Zwischen beiden Abschnitten verläuft die Bundesstraße für rund 1,4 km in Nordrichtung in etwa entlang der Westgrenze des Naturraums Neu-Bamberger Riegel.
Die Ostgrenze folgt im Norden komplett durch die Randorte Wöllstein, Siefersheim, Wonsheim, Wendelsheim und Erbes-Niedesheim verlaufenden Landesstraßen, in einem sehr kurzen Zwischenabschnitt zwischen Erbes-Büdesheim und Nack auch für etwa 3 km einer Ortsstraße und einer Kreisstraße, um weiter nach Bechenheim wieder einer Landesstraße zu folgen. Lediglich im äußeren Südosten folgt sie, auf Offenheimer Gemarkung, für etwa 2 km der Bewaldungsgrenze des Kappelbergs.

## Wiesener Randhöhen
Der 29,9 km² umfassende Naturraum Wiesener Randhöhen im Nordosten des Nordpfälzer Berglands in den Landkreisen Alzey-Worms, Bad Kreuznach (nur sehr kleine Anteile) und Donnersbergkreis wird im Uhrzeigersinn von den folgenden Orten umrahmt (in Klammern die ungefähren Flächenanteile):
- Kriegsfeld im Südwesten (5,9 km²)
- Niederhausen an der Appel im Westen (0,1 km²)
- Tiefenthal im Westen (1,4 km²)
- Stein-Bockenheim im Norden (5,0 km²)
- Wendelsheim im östlichen Norden (5,8 km²)
- Erbes-Büdesheim im nördlichen Osten (1,0 km²)
- Nack im Osten (1,8 km²)
- Bechenheim im südlichen Osten (0,3 km²)

Im Inneren der Landschaft liegen Nieder-Wiesen im Südosten (4,6 km²) und Mörsfeld im Westen (3,9 km²). Mit Ausnahme der beiden Orte und Rodungen um sie herum und in Richtung Kriegsfeld ist der Naturraum fast durchgehend bewaldet und grenzt sich – außer nach Süden, wo sich der Bürgerwald mit dem 358 m hohen Kappelberg anschließt – auch durch seine Bewaldung von den Nachbar-Naturräumen ab.
Die Böden sind sehr nährstoffarm. Die Landschaft wird durch den Wiesbach im Osten und den Finkenbach im Westen in Richtung Nordosten entwässert. Im Osten des Naturraumes liegt, am West- und Nordwesthang des Ahrenbergs, das 64,99 ha große Naturschutzgebiet Arenberg-Dreigemeindewald.

## Neubamberger Riegel
Der 8,9 km² umfassende Naturraum Neubamberger Riegel im äußersten Nordosten des Nordpfälzer Berglands sowie im äußersten Osten der Teillandschaft Porphyrbergland von Münster am Stein liegt mit seiner östlichen Hälfte im Landkreis Alzey-Worms und mit seiner westlichen im Landkreis Bad Kreuznach. Er wird im Uhrzeigersinn von den folgenden Orten umrahmt (in Klammern die ungefähren Flächenanteile):
- Fürfeld im Südwesten (0,6 km²)
- Frei-Laubersheim im Nordwesten (1,1 km²)
- Neu-Bamberg zentral bis im westlichen Norden, südlich von Nordausläufern (2,2 km²)
- Wöllstein im Nordosten (1,3 km²)
- Siefersheim im Nordosten (2,8 km²)
- Eckelsheim im Osten (kein Anteil)
- Wonsheim im Südosten (0,8 km²)

Der Naturraum liegt komplett außerhalb der Siedlungsgebiete und ist zum Teil bewaldet. Westlich zentral hat hier der Appelbach ein Durchbruchstal in Richtung Norden geschaffen. Im Westteil befindet sich ein Porphyrsteinbruch, von diesem aus steigt die Landschaft in Richtung Südwesten bis zum 320 m hohen, komplett bewaldeten Eichelberg an. An den unbewaldeten Hängen finden sich Heidelandschaften. In dem sehr kleinen Gebiet finden sich allein sechs, zum Teil mehrteilige Naturschutzgebiete (s. u.).

## Berge
Im Landschaftsschutzgebiet liegen insbesondere die folgenden Erhebungen (in Klammern die Höhe über NHN, nachgestellt der jeweilige Naturraum sowie das Kfz-Kürzel des Landkreises):
- Kappelberg (358 m) – Bürgerwald (äußerster Nordosten davon); AZ
- Reilsberg (345,3 m) – Wiesener Randhöhen (südwestlich von Nieder-Wiesen); KIB
- Monzenfelder Hübel (331,8 m) – Wiesener Randhöhen (südlich von Mörsfeld); KIB
- Eichelberg (320,3 m) – Neubamberger Riegel (nordöstlich von Fürfeld); KH
- Ahrenberg (292 m) – Wiesener Randhöhen (nordwestlich von Nack); AZ
- Schloßberg (286,7 m) – Wiesener Randhöhen (nordöstlich von Mörsfeld); KIB
- Horn (271,0 m) – Neubamberger Riegel (südöstlich von Neu-Bamberg); AZ
- Galgenberg (240,5 m) – Neubamberger Riegel (südlich von Neu-Bamberg); KH
- Höll (225,6 m) – Neubamberger Riegel (südlich von Siefersheim); AZ
- Höllberg (214,3 m) mit Ausläufern Ölberg und Haarberg – Neubamberger Riegel (südwestlich von Wöllstein)
- Martinsberg[2] (203,5 m) – Neubamberger Riegel (südöstlich von Siefersheim); AZ

Der Schloßberg^ (336,2 m) auf der Rheingrafensteiner Hochfläche (östlich von Altenbamberg) liegt bereits westlich außerhalb des Landschaftsschutzgebiets, jedoch ragt seine östliche Abdachung mit Höhen bis über 300 m hinein. Eine Zugehörigkeit zur Landschaft der Rheinhessischen Schweiz für diesen Landschaftsteil ist daraus nicht abzuleiten. Die Westgrenze des LSG ist hier vielmehr an die Westgrenze der Orte Frei-Laubersheim und Fürfeld gelegt worden.

## Naturschutzgebiete
Folgende Naturschutzgebiete liegen im Landschaftsschutzgebiet Rheinhessische Schweiz (in Klammern die Fläche in Hektar, nachgestellt der jeweilige Naturraum sowie das Kfz-Kürzel des Landkreises):
- Arenberg-Dreigemeindewald (64,99 ha) – Wiesener Randhöhen; AZ
- Haarberg-Höllberg (39,69 ha) – Neubamberger Riegel; AZ
- Höll-Martinsberg (19,08 ha)[2] – Neubamberger Riegel; AZ
- Horn bei Siefersheim (15,66 ha) – Neubamberger Riegel; AZ
- Neu-Bamberger-Heide (9,94 ha) – Neubamberger Riegel; KH
- Am Vogelgesang (5,37 ha) – Neubamberger Riegel; KH
- Ölberg Wöllstein (3,45 ha) – Neubamberger Riegel; AZ
- Am Kahlenberg (2,81 ha) – Wöllsteiner Hügelland (Rheinhessisches Tafel- und Hügelland); AZ